# Пашовиці (гміна)
Гміна Пашовіце (пол. Gmina Paszowice) — сільська гміна у південно-західній Польщі. Належить до Яворського повіту Нижньосілезького воєводства.
Станом на 31 грудня 2011 у гміні проживало 4019 осіб.

## Площа
Згідно з даними за 2007 рік площа гміни становила 100.84 км², у тому числі:
- орні землі: 63.00%
- ліси: 30.00%

Таким чином, площа гміни становить 17.35% площі повіту.

## Населення
Станом на 31 грудня 2011:
| Опис     | Загалом | Загалом | Чоловіки | Чоловіки | Жінки | Жінки |
| -------- | ------- | ------- | -------- | -------- | ----- | ----- |
| одиниця  | осіб    | %       | осіб     | %        | осіб  | %     |
| все      | 4019    | 100     | 2063     | 51.33    | 1956  | 48.67 |
| міське   | 0       | 100     | 0        |          | 0     |       |
| сільське | 4019    | 100     | 2063     | 51.33    | 1956  | 48.67 |

## Сусідні гміни
Гміна Пашовіце межує з такими гмінами: Болькув, Добромеж, Явор, Менцинка, Мшцивоюв.